# 真夜中の処刑ゲーム
『真夜中の処刑ゲーム』（まよなかのしょけいゲーム、原題：Self Defense）は、1983年公開のアクションスリラー映画。日本では劇場公開されずに1986年に『反撃』という邦題でビデオ化された。

## 概要
カナダで実際に起きた警察ストライキをモチーフに、アパートの住人と自警団の対決が描かれた作品。

## キャスト
| 役名         | 俳優                       | 日本語吹替   |
| 役名         | 俳優                       | テレビ朝日版 |
| ------------ | -------------------------- | ------------ |
| ホレーショ   | トム・ナディーニ           | 津嘉山正種   |
| バーバラ     | ブレンダ・バジネット       | 幸田直子     |
| チェスター   | ダリル・ハネイ             | 鈴置洋孝     |
| ダニエル     | テリー＝デヴィッド・デプレ | 難波圭一     |
| パトリック   | ジャック・ブラム           | 水島裕       |
| スティーブ   | キース・ナイト             | 桜井敏治     |
| レーゲン     | ダグ・レノックス           | 中田浩二     |
| グース       | ジェフ・パスティル         | 古川登志夫   |
| イアン       | フレッド・ワッデン         | 佐古雅誉     |
| ロイド       | ゲイリー・デンプスター     | 若本紀昭     |
| クラーク     | デニス・オコナー           | 西村知道     |
| ロージー     | リチャード・コリンズ       | 郷里大輔     |
| ジェニー     | トリシア・フィッシュ       | 深見理佳     |
| マギー       | ベス・ラチャンス           | 滝沢久美子   |
| ビル         | ジョセフ・ラッテン         | 峰恵研       |
| クロエ       | ダグ・ロットスタイン       | 柏倉つとむ   |
| アンドレ     | テッド・ジャーメイン       | 峰恵研       |
| 男           |                            | 小室正幸     |
| ナレーション |                            | 西村知道     |

- テレビ朝日版：1988年1月17日放送『日曜洋画劇場』
  - TCエンタテインメントより発売のDVD[2]と、フィールドワークスより発売のブルーレイに収録

## スタッフ
- 監督：ポール・ドノヴァン、マウラ・オコンネル
- 製作：マイケル・ドノヴァン、ポール・ドノヴァン、マウラ・オコンネル、ジョン・ウォルシュ
- 脚本：ポール・ドノヴァン
- 音楽：ピーター・ジャーミン、ドリュー・キング

### 日本語吹替版
- 演出：水本完
- 翻訳：古田由紀子
- 調整：兼子芳博
- 効果：南部満治、大橋勝次
- 選曲：河合直
- プロデューサー：圓井一夫（テレビ朝日）
- 制作：ザック・プロモーション